# Richard Schorr
Richard Reinhard Emil Schorr, född den 20 augusti 1867 i Kassel, död den 21 september 1951 i Bad Gastein, var en tysk astronom.
Schorr studerade i Berlin och München och blev 1889 anställd vid Astronomische Nachrichten, vars generalregister för band 81—120 han utgav 1891 tillsammans med Kreutz.
År 1891 blev Schorr assistent vid observatoriet i Karlsruhe, samma år vid Recheninstitut i Berlin, 1892 observator vid observatoriet i Hamburg och 1902 dess föreståndare. Han utgav som sådan Mittheilungen. Av hans publikationer kan nämnas Untersuchungen über die Bewegungsverhältnisse in dem dreifachen Sternsysteme ξ Scorpii (1889), Bemerkungen und Berichtigungen zu Carl Rümkers Hamburger Sterncataloge (1897, 1899), Sterncatalog der Zone 80° bis 81° nördlichen Declination (tillsammans med Arthur Scheller, 1900—01), Die Hamburger Sternwarte (1901) och Die Hamburger Sonnenfinsterniss-Expedition nach Souk-Ahras im August 1905, I—II (1905—13). Hans bearbetning av Rümkers Sterncataloge utkom 1922 (Carl Rümkers Sternverzeichniss 1845), och han utgav också Tafel der Reduktions-Konstanten (1907). Därtill kom Sammlung von Hülfstafeln der Hamburger Sternwarte in Bergedorf och Eigenbewegungs-Lexicon med supplement (1923). År 1909 blev observatoriet flyttat till Bergedorf, där det under Schorrs ledning byggdes ett nytt, för sin tid modernt utrustat institut, beskrivet i Die Hamburger Sternwarte in Bergedorf erbaut 1906—12, och som dess föreståndare utgav han Astronomische Abhandlungen der Hamburger Sternwarte in Bergedorf I—III (1909—13). Schorr publicerade även supplement 2, 3 och 4 (1924, 1925) till sitt Eigenbewegungs Lexikon och utsände Präzessionstafeln 1925.0 (Bergedorf 1927) samt med Willy Kruse Index der Sternörter 1900—1925 (Bergedorf 1928), som lämnar 365 000 stjärnpositioner och tjänar som supplement till Geschichte des Fixsternhimmels, som endast sträcker sig till år 1900.
Minor Planet Center listar honom som upptäckare av 2 asteroider, mellan 1917 och 1932.
Asteroiden 1235 Schorria är uppkallad efter honom.

## Asteroid upptäckt av Richard Schorry
| 869 Mellena     | 9 maj 1917      |
| 1240 Centenaria | 5 februari 1932 |